# Каза чиркондаријале Родолфо Моранди (Кунео)
Каза чиркондаријале Родолфо Моранди је насеље у Италији у округу Кунео, региону Пијемонт.
Према процени из 2011. у насељу је живело 242 становника. Насеље се налази на надморској висини од 316 м.